# سینگپا
سینگپا (به لاتین: Singpa) یک منطقهٔ مسکونی در بنگلادش است که در ناحیه بندربان واقع شده‌است.